# آلة الحبكة (خياطة)
ماكينة الحبكة هي من مكينات التشطيب في أعمال الخياطة وهدفها جمع طرفي النسيج ومنع تفكك النسيج عند طرف القص وهي عملية ضرورية للحفاظ على تماسك النسيج، وتحتاج إلى أكثر من خيطين كما في ماكينة الخياطة، فمنها ما يحبك بثلاثة خيوط واربعة وخمسة خيوط حسب الحاجة ومنها أنواع كثيرة.